# Sarcosperma paniculatum
Sarcosperma paniculatum là một loài thực vật có hoa trong họ Hồng xiêm. Loài này được (King) Stapf & King miêu tả khoa học đầu tiên năm 1901.